# فلورنسيو فارغاس
فلورنسيو فارغاس هو سياسي فلبيني، ولد في 7 نوفمبر 1931 في كاغايان في الفلبين، وتوفي في 22 يوليو 2010 في مدينة كيزون في الفلبين بسبب ابيضاض الدم. نشط حزبياً في لاكاس كامبي ‏. وقد انتخب عضو مجلس النواب في الفلبين ‏.